# Esfinge de Hetepheres II

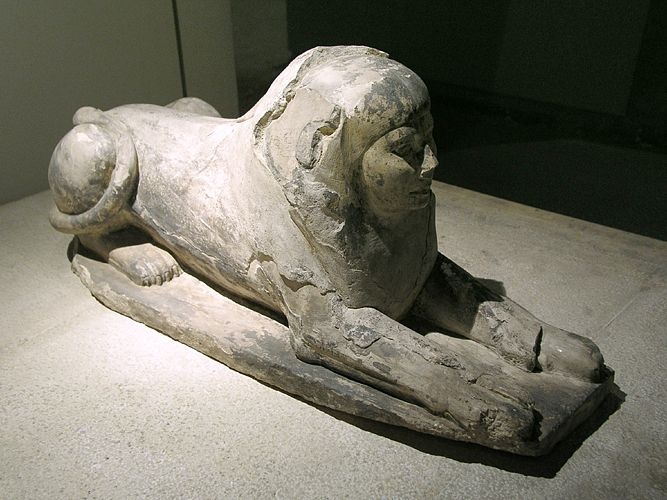
Esfinge con el nombre de la reina Hetepheres II encontrada en el complejo funerario de Dyedefra en Abu Roash.

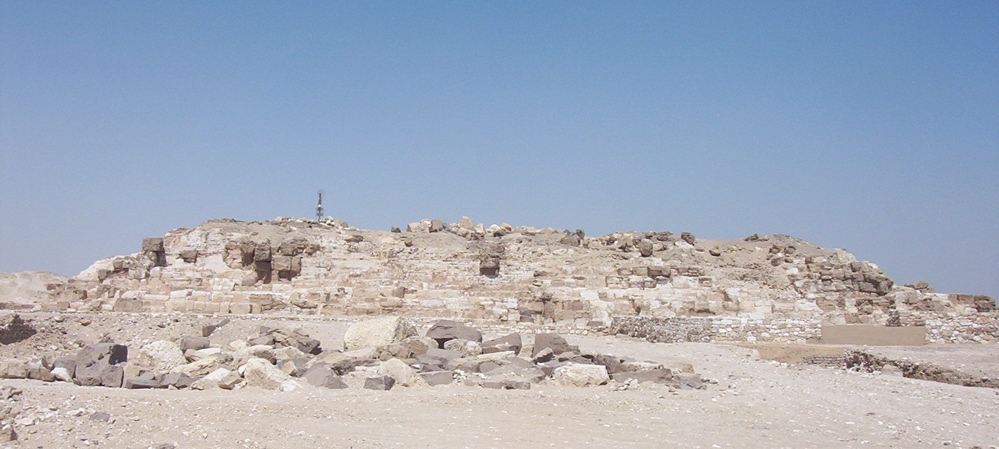
Ruinas de la pirámide de Dyedefra, en Abu Roash.

La esfinge de Hetepheres II es una escultura tallada durante el Imperio Antiguo de Egipto y es la esfinge de más antigüedad de todas las encontradas hasta la fecha.

## Hallazgo e historia
La esfinge fue descubierta entre las ruinas de la Pirámide de Dyedefra, situada en Abu Roash, a 9 km de la localidad egipcia de Guiza. 
La esfinge representa a Hetepheres II, reina del Antiguo Egipto, hija de Keops o Jufu y esposa de Dyedefra, siendo uno de los miembros más longevos de la cuarta dinastía.

## Conservación
- La figura se exhibe de forma permanente en el Museo Egipcio de El Cairo (Egipto).

## Características
- Estilo: arte egipcio.
- Material: caliza pintada.